# Перелік криптовалют
Список криптовалют — це перелік криптовалют світу. Кількість криптовалют, доступних в Інтернеті, станом на 1 січня 2024 року, становить більше 300 тисяч. Постійно створюють нові криптовалюти, можуть зникати старі. Станом на січень 2022 року за ринковою капіталізацією десятка лідерів така (у порядку спадання) Bitcoin, Ethereum, Tether, Binance Coin, Cardano, Polkadot, XRP, Uniswap, Litecoin, Chainlink.

## Криптовалюти
| Рік появи | Статус    | Валюта           | Символ     | Засновник                                                           | Хеш-функція | Криптовалютна блок-схема (PoS, PoW та інші) | Примітки |
| --------- | --------- | ---------------- | ---------- | ------------------------------------------------------------------- | ----------- | ------------------------------------------- | --- |
| 2009      | Активна   | Bitcoin          | BTC, XBT   | Сатосі Накамото                                                     | SHA-256d    | PoW                                         | Перша децентралізована валюта обліку. Криптовалюта з найвідомішою, популярною, помітною та найвищою ринковою капіталізацією. |
| 2011      | Активна   | Litecoin         | LTC        | Чарльз Лі                                                           | Scrypt      | PoW                                         | Перша криптовалюта, що використовує Scrypt, як алгоритм хешування. |
| 2011      | Активна   | Namecoin         | NMC        | Вінсент Дарем                                                       | SHA-256d    | PoW                                         | Також виступає як альтернатива, децентралізована доменна система імен DNS. |
| 2011      | Активна   | SwiftCoin        | STC        | D                                                                   | SHA-256     | PoW                                         | Перша цифрова монета із теоретичним значенням, заснована на роботі, необхідної для виробництва електроенергії. Перший блокований ланцюг для підтримки формування валюти шляхом сплати відсотків за боргами. Одна з перших цифрових монет запатентована в США. Перший блокований ланцюг для підтримки зашифрованої пошти з вкладеннями. |
| 2012      | Активна   | Peercoin         | PPC        | Sunny King (Сонячний король; псевдонім)                             | SHA-256d    | PoW & PoS                                   | Перша криптовалюта, що використовує функції POW і POS. |
| 2013      | Активна   | Dogecoin         | DOGE, XDG  | Джексон Палмер & Біллі Маркус                                       | Скрипт      | PoW                                         | Базується на інтернет-мемі. |
| 2013      | Активна   | Emercoin         | EMC        | ЄвгенійМ86 та Іцхак Дорфман                                         | SHA-256     | PoW & PoS                                   | Довірене сховище для будь-яких малих даних: діє як альтернатива, децентралізована доменна система імен DNS, магазин PKI, інфраструктура SSL тощо. |
| 2013      | Активна   | Gridcoin         | GRC        | Роб Хьолфорд                                                        | Scrypt      | Decentralized PoS                           | Перша криптовалюта, пов'язана з громадянською наукою через відкриту інфраструктуру Берклі для мережевих обчислень |
| 2013      | Активна   | Omni             | MSC        | Дж. Р. Віллетт                                                      | SHA-256d    | Н/Д                                         | Omni — це цифрова валюта та протокол зв'язку, що побудовані на вершині існуючої bitcoin block chain. |
| 2013      | Активна   | Primecoin        | XPM        | Sunny King (Сонячний король; псевдонім)                             | 1CC/2CC/TWN | POW                                         | Використовує пошук першочергових ланцюгів, що складаються з ланцюгів Каннінгема та двотанкових ланцюгів для доказів роботи, що може призвести до корисних побічних продуктів. |
| 2013      | Активна   | Ripple           | XRP        | Кріс Ларсен & Джед Маккалеб                                         | ECDSA       | «Consensus»                                 | Призначений для peer to peer переказу коштів. Не заснований на біткойні. |
| 2014      | Активна   | Auroracoin       | AUR        | Балдур Одінсон (псевдонім)                                          | Scrypt      | PoW                                         | Створено як альтернатива грошовій валюті в Ісландії. |
| 2014      | Активна   | BlackCoin        | BC         | Rat4 (псевдонім)                                                    | Scrypt      | PoS                                         | Забезпечує свою мережу через процес, який називається монетним двором. |
| 2014      | Активна   | Burstcoin        | BURST      | Бурстокін спільнота                                                 | SHA-256d    | Proof of Capacity                           | Перший доказ монети за потенціал, перший розумний контракт. |
| 2014      | Неактивна | Coinye           | KOI, COYE  |                                                                     | Scrypt      | PoW                                         | Використовується американським хіп-хоп-художником Канні Вестом як його талісман, коли він відмовився від позову про товарний знак. |
| 2014      | Активна   | Dash             | DASH       | Еван Даффілд & Кайл Хаган                                           | X11         | PoW & Proof of Service                      | Базова валюта bitcoin, що включає миттєві транзакції, децентралізоване управління та бюджетування, а також приватні операції. |
| 2014      | Активна   | DigitalNote      | XDN        | Команда XDN-dev, dNote                                              | CryptoNight | PoW                                         | Приватна криптовалюта з миттєвими нерозпізнаними криптоподібними повідомленнями та першим здійсненням банківського блоку, що використовує протокол CryptoNote. |
| 2014      | Активна   | MazaCoin         | MZC        | BTC Oyate Initiative                                                | SHA-256d    | PoW                                         | Основне програмне забезпечення походить від іншої криптовалюти ZetaCoin. |
| 2014      | Активна   | Monero           | XMR        | Основна команда Monero                                              | CryptoNight | PoW                                         | Конфіденційна монета з використанням протоколу CryptoNote з покращенням масштабованості та децентралізації. |
| 2014      | Активна   | NEM              | XEM        | UtopianFuture (псевдонім)                                           | SHA3-512    | POI                                         | Перше гібридне публічне / приватне блокове рішення, побудоване з нуля, коли спочатку використовувався алгоритм Доказів важливості, а потім — використовуючи систему репутації EigenTrust ++. |
| 2015      | Активна   | Tether           | USDT       | Ян Людовик ван дер Вельде                                           | Omnicore    | PoW                                         | Tether підтримується в доларах США, так що один прив'язок точно дорівнює $ 1USD. Він звичайно використовується для перетворення інших криптовалют у долари США. |
| 2014      | Активна   | Nxt              | NXT        | BCNext (псевдонім)                                                  | SHA-256d    | PoS                                         | Спеціально розроблена, як гнучка платформа для створення додатків та фінансових послуг навколо свого протоколу. |
| 2014      | Активна   | PotCoin          | POT        | Команда Potcoin core dev                                            | Scrypt      | PoS                                         | Розроблено для обслуговування легалізованої промисловості конопель |
| 2014      | Активна   | Synereo AMP      | AMP        | Дор Конфорті і Грег Мередит                                         | PoS         | PoS                                         | Намагаючись створити світовий комп'ютер, технологічний стек Synereo 2.0 включає всі фактори, необхідні для підтримки децентралізованого обчислення без центральних серверів. |
| 2014      | Активна   | Titcoin          | TIT        | Едвард Менсфілд і Річард Аллен                                      | SHA-256d    | PoW                                         | Перша криптовалюта, яка буде призначена для основної премії для дорослих. |
| 2014      | Активна   | Vertcoin         | VTC        | Бушідо                                                              | Lyra2RE     | PoW                                         | Позбавлення ASIC наступного покоління та спочатку втілення адресних повідомлень. |
| 2015      | Активна   | Ethereum         | ETH        | Віталік Бутерін                                                     | Ethash      | PoW                                         | Підтримує Тьюринга повні інтелектуальні контракти. |
| 2015      | Активна   | Ethereum Classic | ETC        | Еташ                                                                |             | PoW                                         | Альтернативна версія Ethereum whose blockchain does not include the DAO Hard-fork. Supports Turing-complete smart contracts. |
| 2015      | Активна   | IOTA             | IOT, MIOTA | Девід Сеннтебо, Сергій Іванчего, Домінік Шієр і доктор Сергій Попов | SHA-3       | Directed acyclic graph                      | Перша криптовалюта, що використовує Tangle, наступного покоління блокчейн, як технологію розподіленої головної книги. |
| 2015      | Активна   | SixEleven        | SIL        | fflo (псевдонім)                                                    | SHA-256d    | PoW                                         | Також виступає як альтернатива, децентралізована DNS. |
| 2016      | Активна   | Decred           | DCR        | Blake-256                                                           |             | PoW/PoS Hybrid                              | Вбудоване управління та гібрид PoW/PoS. |
| 2016      | Активна   | Waves Platform   | WAVES      | Саша Іванов                                                         | PoS         | PoS                                         | Відкрита платформа блоків, що включає створення токенів, розподілені обміни та швидкі операції з великим обсягом, призначених для простоти використання and mass adoption. |
| 2016      | Активна   | Lisk             | LSK        | Макс Кордек                                                         | DPoS        | DPoS                                        | Lisk — це платформа створення dapp у Javascript. Lisk використовує консенсусний механізм делегування доказів (Stack) (DPoS). |
| 2016      | Активна   | Zcash            | ZEC        | Зуко Вілкокс                                                        | Equihash    | PoW                                         | Перша відкрита без дозволу фінансова система, що використовує безпеку без знань. |
| 2017      | Активна   | Bitcoin Cash     | BCH, BCC   | SHA-256d                                                            |             | PoW                                         | Хардфорк від Bitcoin, збільшений розмір блоку від 1 Мб до 8 Мб |
| 2017      | Активна   | Ubiq             | UBQ        | Джуліан Яп                                                          | Ethash      | PoW                                         | Підтримує Тьюринга повні інтелектуальні контракти; від Ethereum |

## Цифрові валюти
| 2021 | фаза пілотого проєкту | DCash         |  |  |
| 2021 | Активна               | eNaira        |  |  |
| 2021 | Активна               | Цифровий юань |  |  |

## Див також
Цифрова валюта центрального банку